# Sargus bipunctatus
Sargus bipunctatus är en tvåvingeart som först beskrevs av Giovanni Antonio Scopoli 1763.  Sargus bipunctatus ingår i släktet Sargus och familjen vapenflugor. Inga underarter finns listade i Catalogue of Life.

## Bildgalleri

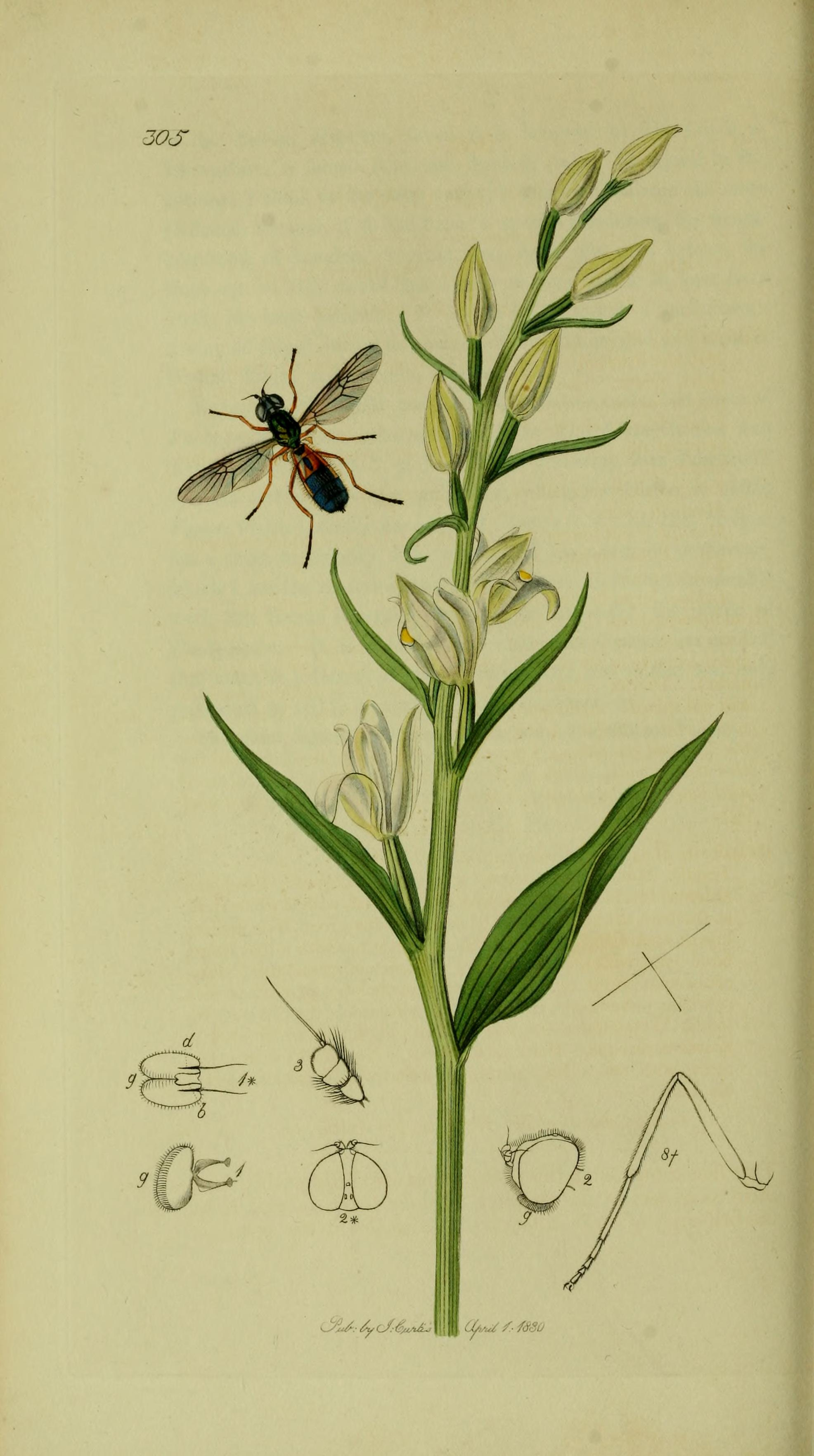